# Deutscher Lernspielpreis
Der Deutsche Lernspielpreis wurde von 2003 bis 2013 für Lernspiele vergeben. Initiatoren des Deutschen Lernspielpreises waren die Nachhilfeschule Studienkreis und die Familienzeitschrift spielen und lernen.

## Wahlverfahren
Aus allen eingesandten Spielen veröffentlicht eine Jury aus Fachjournalisten eine Auswahlliste. Aus dieser Liste werden dann von Schülern und Lehrern des Studienkreises die Preisträger ermittelt. Die Preise werden auf der im Herbst stattfindenden Süddeutschen Spielemesse in Stuttgart verliehen.
Nach 2012 zog sich der Studienkreis als Partner zurück und für das letzte Jahr wurde die Süddeutsche Spielemesse neuer Partner. Zudem wurde der Preis nur noch zwei Kategorien vergeben: den Preis der Jury und einen Leserpreis.

## Preisträger
Zunächst lediglich in zwei Kategorien (2003), dann in vier Kategorien und nach einer Präzisierung nach Alter (ab 2006) wurden folgende Spiele ausgezeichnet:

### 2003
- Unveröffentlichte Spiele: „Das Würfelglück des Schamanen“ von Annette Forkel und Professor Gerhard Glück[2]
- veröffentlichte Spiele: Chaos in der Geisterbahn von Gunter Baars

### 2004
- Unveröffentlichte Spiele: „Familienglück“ von Christoph Kunz
- Kindergarten und Vorschulalter: Schattenbauspiel von Claude Imhof
- Grundschulalter: Make ’n’ Break von Andrew und Jack Lawson
- ältere Grundschulkinder und darüber hinaus: Teampower von Franz Scholles und Peter Labusch

### 2005
- Unveröffentlichte Spiele: „Das große Ritterturnier“ von Wiebke Vogelsang
- Kindergarten und Vorschulalter: Pizza-Flitzer von Gordon MacLeod
- Grundschulalter: Snorta von Chris Childs und Tony Richardson
- ältere Grundschulkinder und darüber hinaus: Isis’ süße Sünde von Raimund Wybranietz

### 2006
- Unveröffentlichte Spiele: „Ich bin aber anderer Meinung“ von Maike Tiedemann
- veröffentlichte Spiele:
  - ab 3 Jahren: Alles Käse von Silke Matussek (HABA)
  - ab 6 Jahren: Piratissimo von Manfred Ludwig (Selecta)
  - ab 9 Jahren: Expedition von Wolfgang Kramer (Ravensburger)

### 2007
- Unveröffentlichte Spiele: „Die Purzelbande“ von Kirsten Hiese
- veröffentlichte Spiele:
  - ab 3 Jahren: Adlerauge von Reinhard Staupe (Amigo)
  - ab 6 Jahren: Gesagt - getan! von Roberto Fraga (HABA)
  - ab 9 Jahren: Was'n das? von Philippe des Pallières (Ravensburger)

### 2008
- Unveröffentlichte Spiele: „Die Brücke über den Fluss Sü-Tjen“ von Carmen Kleinert
- veröffentlichte Spiele:
  - ab 3 Jahren: „Mein großes Feuerwehr-Spiel“ von Helmut Walch (Ravensburger)
  - ab 6 Jahren: „Alles Tomate!“ von Reiner Knizia (Zoch Verlag)
  - ab 9 Jahren: „Graffiti“ von Jacques Zeimet (HUCH! & friends)

### 2009
- Unveröffentlichte Spiele: „Doppelmoppel“ von Ortrud Kreckel und Rita Franz
- veröffentlichte Spiele:
  - ab 3 Jahren: „Happy Farm“ von John Ede (beleduc)
  - ab 6 Jahren: „Klickado“ von Christian Sovis (Drei Magier Spiele bei Schmidt Spiele)
  - ab 9 Jahren: „Kaleidos“ von  Spartaco Albertarelli, Angelo Zucca, Marianne Fulvi, Elena Prette (Asmodee)

### 2010
- Unveröffentlichte Spiele: „Donnerwetter“ von Kirsten Hiese
- veröffentlichte Spiele:
  - ab 3 Jahren: „Schollenhüpfen“ von Meike Maßholder und Marco Gutmayer (Oberschwäbische Magnetspiele)
  - ab 6 Jahren: „Wo war's?“ von Roberto Fraga (Ravensburger)
  - ab 9 Jahren: Creationary von Lego[3]

### 2011
- Unveröffentlichte Spiele: „Florissima“ von Kirsten Hiese
- veröffentlichte Spiele:
  - Leserpreis der Zeitschrift spielen und lernen: „Die Englisch Detektive“ von Kai Haferkamp (Ravensburger)
  - ab 3 Jahren: „Katz komm raus“ von Peter Schackert (Oberschwäbische Magnetspiele)
  - ab 6 Jahren: „Juwelenjagd“ von Herbert Biella (HABA)
  - ab 9 Jahren: „Agent Doppelnull“ von Wolfgang Dirscherl (IQ-Spiele)[4]

### 2012
- Unveröffentlichte Spiele: „Shakka“ von  Klaus Kreowski
- veröffentlichte Spiele:
  - Leserpreis der Zeitschrift spielen und lernen: „Paletto“ von Dieter Stein (Spieleautor) (Gerhards Spiel und Design)
  - ab 3 Jahren: „Rally Fally“ von Familie Schackert (Oberschwäbische Magnetspiele)
  - ab 6 Jahren: „Monsterfalle“ von Inka und Markus Brand (Kosmos)
  - ab 9 Jahren: „Blockers“ von Kory Heath (Amigo)[5]

### 2013
- Leserpreis: „Move & Twist“ von Kerstin Wallner und Klaus Miltenberger (Beleduc)
- Jurypreis: „mimikri“ von Brigitte Pokornik (Zoch Verlag)